# 琼·贝兹
瓊·拜亞（英語：Joan Baez，1941年1月9日—），美國鄉村民謠女歌手，作曲家。她的很多作品都與時事和社會問題有關，並於1960年代活躍於反戰運動。

## 生平
瓊出生于紐約，父親為著名墨西哥裔美國物理學家Albert Baez，母親為蘇格蘭裔Joan Bridge Baez；瓊有一姐一妹。瓊育有一子，名Gabriel Harris。
瓊的很多作品都與時事和社會問題有關，並於1960年代活躍於反戰運動，並在當時交往了著名民歌手巴布·狄倫，唯兩人戀情不長，因狄倫漂泊不定，1965年即告分手。
1968年，瓊與反越戰拒徵兵社會運動者David Harris結婚，1972年仳離。
1975年，瓊為了紀念與巴布·狄倫的往日情，譜出了名曲「Diamond and Rust」（鑽石與鐵鏽），也成為瓊最富盛名的歌曲。
1989年，在北京的天安门六四事件之后，瓊写了一首名为“中国”的歌曲，谴责中国共产党对数千名呼吁建立民主共和主义的学生示威者使用暴力和血腥的方式进行镇压。
瓊出道表演已超過50年，發行超過30張專輯，著名作品包括「Diamond and Rust」和「Where Have All The Flowers Gone」。最新的作品為2008年發行的「Day After Tomorrow」。
2015年3月，瓊·拜亞與艾未未一起獲國際特赦組織頒發最高人權獎。                      2017年4月7日被引入搖滾名人堂 。

## 外部連結
- 官方網站（页面存档备份，存于）
- Joan Baez Current European Record Label
- Joan Baez's career on A&M Records with gallery, international discography
- Joan Baez Main Page by Richard L. Hess （页面存档备份，存于）
- the text of "Open letter to the Socialist Republic of Vietnam" (half way down the page) （页面存档备份，存于）
- "Joan Baez: The Folk Heroine Mellows With Age" 1984 article and interview, reprinted in 2007 by Crawdaddy!

## 音像
- Joan Baez - It Ain't Me Babe (LIVE 1965) （页面存档备份，存于）